# رايموند كروز
رايموند كروز (بالإنجليزية: Raymond Cruz)‏ مواليد 9 يوليو 1961 في لوس أنجلوس، كاليفورنيا، الولايات المتحدة، هو ممثل أمريكي بدأ مسيرته الفنية عام 1987. خلال مسيرته المهنية شارك كروز في مسلسل «لوس أمريكانز» (2011) الذي تميز بالتركيز على أسرة من الطبقة المتوسطة تتكون من عدة أجيال تعيش في لوس أنجلوس. شارك في هذا العمل إساي مواليز، وجايسي جونزاليز، ولوبي أونتيفيروس
وإيفون ديلاروز، وآنا فيلافيني.

## روابط خارجية
- رايموند كروز على موقع IMDb (الإنجليزية)
- رايموند كروز على موقع ألو سيني (الفرنسية)
- رايموند كروز على موقع أول موفي (الإنجليزية)
- رايموند كروز على موقع قاعدة بيانات الأفلام السويدية (السويدية)
- رايموند كروز على موقع إن إن دي بي (الإنجليزية)
- رايموند كروز على موقع قاعدة بيانات الفيلم (الإنجليزية)
- رايموند كروز على موقع كينوبويسك (الروسية)